# OpenOffice.org Writer
OpenOffice.org Writer er et open source/free software tekstbehandlingsprogram som er en del af kontorpakken OpenOffice.org. 
Writer er et tekstbehandlings program ligesom Microsoft Word. 
Writer kan både åbne og gemme dokumenter i mange forskellige formater, blandt andet OASIS Open Document Format, Microsoft Word DOC, RTF og XHTML.
- Wikimedia Commons har flere filer relateret til OpenOffice.org Writer

| Software | Spire Denne artikel om software og programmering er en spire som bør udbygges. Du er velkommen til at hjælpe Wikipedia ved at udvide den. |